# Kraftwerk Arapuni
Die Kraftwerk Arapuni (Arapuni Power Station) ist ein Laufwasserkraftwerk auf der Nordinsel von Neuseeland.

## Namensherkunft
Der Name „Arapuni“ setzt sich in der Sprache der Māori aus den Wörtern „ara“ für „Weg“ und „puni“ für „versperrt“ zusammen und bedeutet möglicherweise ein „durch ein Hindernis versperrter Weg“.

## Geographie
Die Arapuni Power Station ist das siebte Kraftwerk in einer Kette von insgesamt acht Wasserkraftwerken des Waikato River. Das Kraftwerk befindet sich 12 km westlich der Kleinstadt Putāruru und 25 km nordwestlich der Stadt Tokoroa. Zu erreichen ist das Wasserkraftwerk von Osten vom New Zealand State Highway 1 aus, über die Kleinstadt Putāruru, von der nach Westen die Arapuni Road abzweigt und zu dem kleinen Ort Arapuni sowie zum Kraftwerk führt.

## Geschichte
Bereits im Jahr 1916 wurden erste Planungen und Untersuchungen für das Staudammprojekt durchgeführt. Dabei fand man ein altes Flussbett an der engsten Stelle der Schlucht des Waikato River im betrachteten Bereich. Im Jahr 1920 wurden die Planungsarbeiten wegen knapper öffentlicher Gelder vorübergehend eingestellt. 1924 begann man schließlich mit den Baumaßnahmen, doch wiederholt starke Regenfälle mit Überschwemmungen behinderten die anfänglichen Arbeiten, sodass sich die Fertigstellung des Bauvorhabens verzögerte und eine erste Inbetriebnahme erst Mitte 1929 erfolgen konnte. Die ersten beiden Generatoren gingen im Juni und Juli 1929 ans Netz und ein Dritter folgte ein Jahr später im Juni 1930. Doch Sickerwasserprobleme führten anschließend zu einer zweijährigen Stilllegung der Anlage. In dieser Zeit wurde der 1,3 km langen Kanal zum Kraftwerk abgedichtet. Mit der erneuten Inbetriebnahme des Stausees und des Kraftwerks wurde der vierte Generator im Mai 1932 zugeschaltet. Nach weiteren Ausbauten folgten die letzten vier Generatoren im August 1937, im Februar 1938, im Juni 1945 und im Oktober 1946.
Stand 2020 wird das Kraftwerk von der mehrheitlich im Staatsbesitz befindlichen Firma Mercury NZ Limited, früher Mighty River Power betrieben.

## Absperrbauwerk
Das Absperrbauwerk über die Schlucht des Waikato River wurde als Bogenstaumauer ausgeführt. Das Werk aus Beton besitzt eine Länge von 94 m und ragt von seiner 52 m breiten Basis bis zur 5,8 m breiten Krone 64 m in die Höhe. Das Absperrbauwerk dient nur zum Aufstauen des Flusses. Das Kraftwerk befindet sich hingegen 1,2 km nördlich, nachdem das aufgestaute Wasser über einen 1,3 km langen Kanal zum 120 m breiten Absperrbauwerk des Kraftwerks geführt und durch acht 3,6 m im Durchmesser messenden und zwischen 122 m und 137 m langen Druckstollen zu den Turbinen gelassen wird.
Die Hochwasserentlastung wurde über einen separaten Kanal ausgeführt, der von dem langen Kanal an seiner Westseite abzweigt und überschüssiges Wasser über einen Zugang zum Waitete Stream dem Waikato River wieder zuführt.

## Kraftwerk
Die Arapuni Power Station verfügt über eine installierte Leistung von 196,66 MW und kommt auf eine durchschnittliche Jahresstromerzeugung von rund 805 GWh. Von den acht, von vertikalen Francis-Turbinen angetriebenen Generatoren, sind vier für eine Leistung von je 25 MW ausgelegt und die anderen vier für je 26,66 MW.

## Stausee
Mit der Fertigstellung des Absperrbauwerks wurde das Wasser des Waikato River zum Lake Arapuni genannten Stausee aufgestaut. Der See, der sich über eine Fläche von 9,3 km² erstreckt, verfügt über ein für die Stromerzeugung nutzbares Volumen von 12,2 Mio. m³ Wasser bei einem variablen Stauziel von 109,02 m bis 112,18 m.